# 이수영 (1951년)
이수영(1951년 12월 14일 ~ )은 대한민국의 가수로, 부산광역시 출신이다. 1972년 임창제와 함께 2인조 통기타 그룹 어니언스로 TBC 신인가요제에 출전해 대상을 수상했다. 1973년 어니언스 1집 앨범을 내면서 데뷔했다. 1974년 KBS 방송가요대상을 수상했다.
1. ↑  [173_162_010 “[단독 인터뷰] 이수영 (주)파티에 존 대표이사 회장”] |url= 값 확인 필요 (도움말).